# Eucheriusz z Lyonu
Eucheriusz z Lyonu, fr. Eucher (ur. ok. 380 w Galii, zm. 449 lub 450 w Lyonie) – teolog, mnich, biskup Lyonu, święty Kościoła katolickiego.

## Biografia
Pochodził za znamienitego rodu rzymskiej Galii. Był ojcem św. Saloniusza (biskupa Genewy) i św. Werana (biskupa Vence). Po śmierci żony Galli synów oddał na wychowanie mnichom z monasteru Lérin na wyspie Lérinum (Saint-Honorat, Wyspy Leryńskie), a sam wstąpił do zakonu na Léro (dzisiejsza Sainte-Marguerite, naprzeciw Cannes) oddając się pracy, umartwianiu i kontemplacji. Pragnął przystąpić do ojców pustyni. Nawiązał kontakt ze św. Janem Kasjanem oraz św. Hilarym i św. Honoratem z Arles przebywającymi wówczas w monasterze Lérin. Tu napisał Pochwałę samotności i O pogardzie dla świata i światowej filozofii.
Jest również autorem m.in. Żywota św. Maurycego i męczenników z Legionu Tebańskiego, listu De laude Eremi do św. Hilarego (ok.428), listu i dzieł dedykowanych św. Saloniuszowi: Instructionum ad Salonium libri duo i De gubernatione Dei. Dzieło Formulae spiritualis intelligentiae ad Veranum zadedykował młodszemu synowi Weranowi.
W roku ok. 434 wezwano go do Lyonu, aby objął wakat biskupa diecezji lyońskiej, który pełnił do śmierci. Jako biskup brał udział w pierwszym synodzie w Orange (441).
Jego wspomnienie liturgiczne obchodzone jest za Martyrologium Rzymskim 16 listopada.